# Tomislav Borić
Tomislav Borić (* 15. April 1962 in Graz) ist ein österreichischer Rechtswissenschaftler.

## Leben
Nach dem Studium der Rechtswissenschaften an der Universität Graz war er von 1988 bis 1993 Studien- und Vertragsassistent am Institut für Bürgerliches Recht der KFU-Graz (Willibald Posch). Nach dem Studium der Slawistik an der Karl-Franzens-Universität Graz, Studienrichtung: Serbo-Kroatisch + Fächerkombination (zweite slawische Sprache: Tschechisch) und dem Doktoratsstudium der Rechtswissenschaften an der Karl-Franzens-Universität Graz ist er seit März 2004 Universitätsprofessor an der juristischen Fakultät der Karl-Franzens-Universität Graz für „Europäisches und privates Wirtschaftsrecht unter besonderer Berücksichtigung des südosteuropäischen Raumes“.

## Schriften (Auswahl)
- Eigentum und Privatisierung in Kroatien und Ungarn. Wandel des Eigentumsrechtssystems und Entwicklung der Privatisierungsgesetzgebung. Wien 1996, ISBN 3-87061-559-1.
- mit Nikola Gavella: Sachenrecht in Kroatien. Einführung und Textübersetzung. Berlin 2000, ISBN 3-87061-577-X.